# Canta a Juan Gabriel Volumen 2
Canta A Juan Gabriel Volumen 2 es el octavo álbum de la cantante española Rocío Dúrcal, producido por el cantautor mexicano Juan Gabriel y lanzado al mercado en el año 1978. Después del éxito en la cooperación de ambos artistas con el primer álbum "Canta a Juan Gabriel" deciden realizar juntos una vez más un álbum de género Ranchero con canciones nuevas y otras de éxitos del cantautor mexicano, lanzando así dos ediciones, una para México y otra para España, incluyendo 17 canciones, 7 temas por cada edición y 3 temas en común en las ediciones. Su primer sencillo fue "Me Gustas Mucho" declarado con el tiempo como parte del "Patrimonio de la Cultura Popular y Musical de México". Para la cantante este álbum le hizo merecedora de varios Disco de Oro y Disco de Platino por sus amplías ventas de discos y el deseo de ambos intérpretes de seguir trabajando juntos en sus próximas producciones musicales.

## Lista de temas (Edición México)
|     | Título \| Autor(es) \| Duración |              |      |
| --- | ------------------------------- | ------------ | ---- |
| 1.  | Cuando Yo Quiera Has De Volver  | Juan Gabriel | 3:06 |
| 2.  | Gracias Amor Por Tanto Amor     | Juan Gabriel | 3:03 |
| 3.  | Me Nace Del Corazón             | Juan Gabriel | 2:47 |
| 4.  | Nunca Es Tarde                  | Juan Gabriel | 3:01 |
| 5.  | Me Gustas Mucho                 | Juan Gabriel | 3:04 |
| 6.  | No Lástimes Más                 | Juan Gabriel | 3:36 |
| 7.  | Nuevamente Sola                 | Juan Gabriel | 4:30 |
| 8.  | Nadie Es Como Tú                | Juan Gabriel | 3:02 |
| 9.  | Ayer Murió                      | Juan Gabriel | 3:43 |
| 10. | Te Voy a Hacer Feliz            | Juan Gabriel | 2:29 |

## Lista de temas (Edición España)
|     | Título \| Autor(es) \| Duración |              |      |
| --- | ------------------------------- | ------------ | ---- |
| 1.  | La Muerte Del Palomo            | Juan Gabriel | 3:25 |
| 2.  | Lágrimas Y Lluvia               | Juan Gabriel | 2:58 |
| 3.  | Ya No Insistas Corazón          | Juan Gabriel | 2:46 |
| 4.  | Nunca Es Tarde                  | Juan Gabriel | 3:01 |
| 5.  | Tu Abandonó                     | Juan Gabriel | 2:19 |
| 6.  | Se Me Olvidó Otra Vez           | Juan Gabriel | 3:17 |
| 7.  | Ayer Murió                      | Juan Gabriel | 3:43 |
| 8.  | Ya No Vuelvo A Molestarte       | Juan Gabriel | 2:02 |
| 9.  | Siempre Estoy Pensando En Ti    | Juan Gabriel | 3:24 |
| 10. | Me Gustas Mucho                 | Juan Gabriel | 3:04 |

## Certificaciones y logros Obtenidos Por El Álbum
- El tema "Me Gustas Mucho" declarado como parte del Patrimonio de la "Cultura Popular y Musical de México".

- Certificaciones[2]

| País      | Certificación       |
| --------- | ------------------- |
| México    | 2x Disco de Platino |
| México    | 2x Disco de Oro     |
| España    | Disco de oro        |
| Colombia  | Disco de oro        |
| Venezuela | Disco de oro        |

## Músicos
- Rocío Dúrcal: Voz.
- Juan Gabriel: Letra y Música.
- Mariachi: Los Vargas de Arturo Mendoza.